# Lagărul de exterminare Sobibor
Lagărul de exterminare Sobibor, cu numele oficial SS-Sonderkommando Sobibor a fost, în timpul celui de-Al Doilea Război Mondial, un lagăr german înființat conform planului denumit Operațiunea Reinhard, de exterminare a evreilor din Polonia ocupată, împreună cu lagărele de exterminare Belzec și Treblinka. Lagărul Sobibor a rămas în istorie mai ales datorită evenimentelor din 14 octombrie 1943: revolta și evadarea în masă a deținuților.

## Lagărul
Lagărul Sobibor a fost construit în primăvara anului 1942, într-un loc numit Stare Kolonia Sobibór, la 12 kilometri de satul Sobibór din voievodatul Lublin din sud-estul Poloniei. Naziștii au ales un teren împădurit care aparținuse administrației silvice locale, lângă stația de cale ferată a satului. Aceasta avea o linie moartă pe care au înglobat-o în lagăr. Lângă aceasta au construit o rampă și de acolo o cale ferată îngustă pentru platforme de vagonete, care ducea în interiorul lagărului. O primă fază a construcției a fost terminată în vara lui 1942, dar extinderea lagărului a continuat până la revoltă.

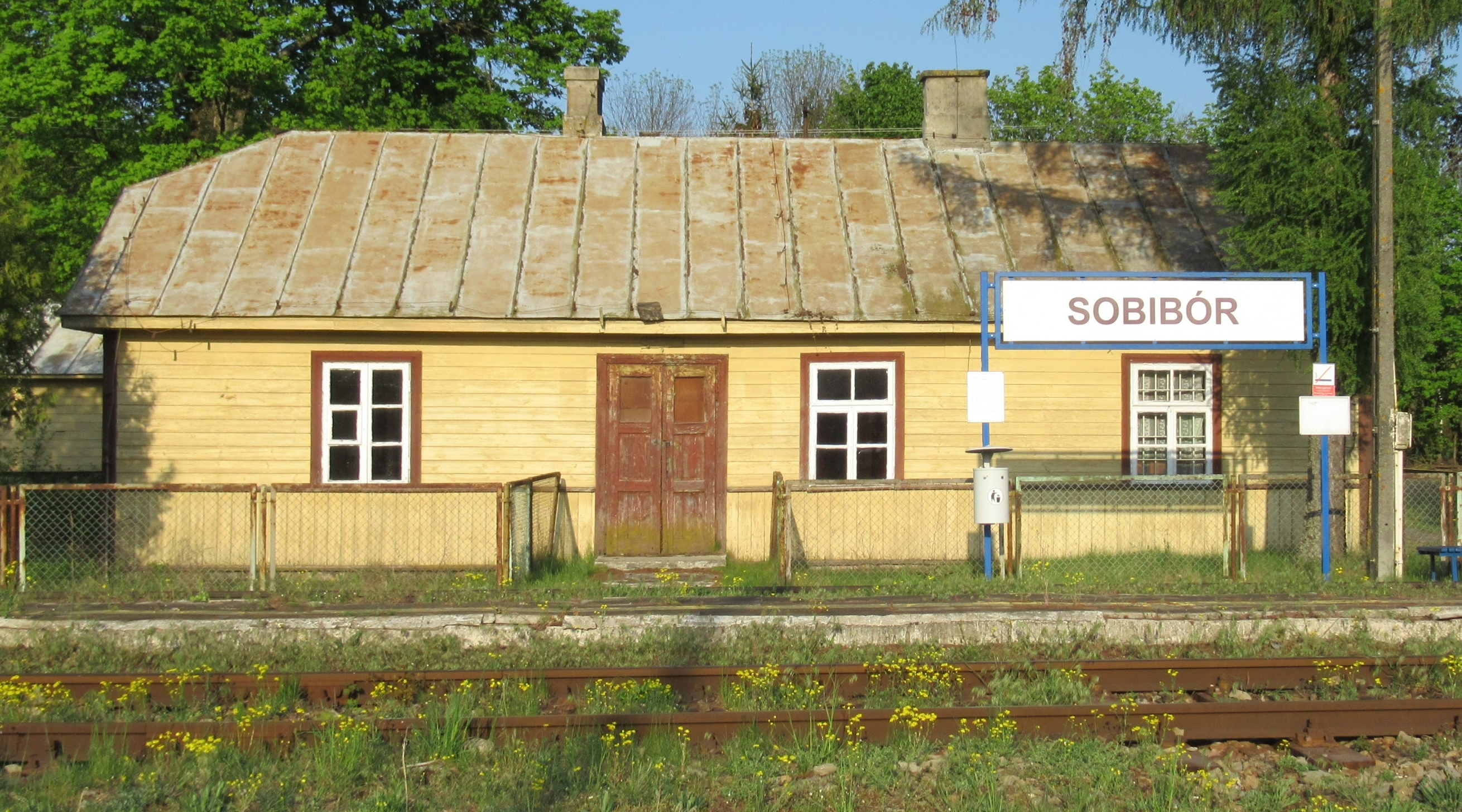
Stația de cale ferată Sobibór

Primul comandant al lagărului a fost Hauptsturmführerul SS Franz Stangl, urmat de Hauptsturmführerul Franz Reichleitner⁠(d), din septembrie 1942 până la lichidarea lagărului în octombrie 1943. Personalul lagărului era format din circa 50 de ofițeri și subofițeri SS, care nu aveau sarcini de gardă. Acestea erau executate de 120-150 de gardieni foști prizonieri de război sovietici, în mare parte ucrainieni, dar și de alte naționalități, de exemplu germană, care intraseră voluntar în slujba naziștilor.
Lagărul avea cinci sectoare. În primul, numit Vorlager, era comandamentul, locuințele SS-iștilor și alte clădiri de care se serveau ei, în case care existau acolo dinainte de război. Tot acolo erau și barăcile gardienilor.

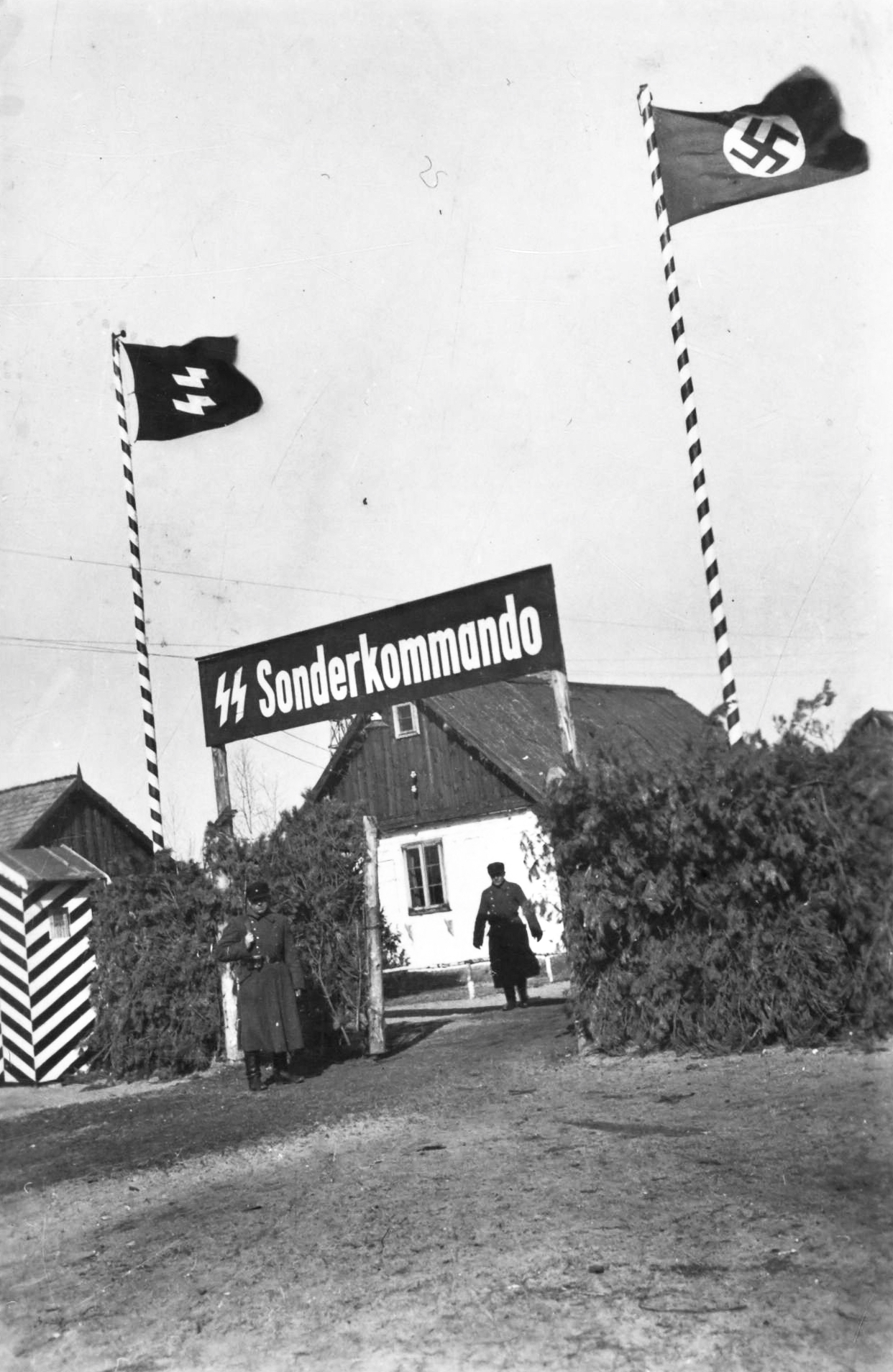
Poarta principală a lagărului în martie 1943

Lagărul I cuprindea terenul de apel, barăcile în care dormeau deținuții și mai multe ateliere pentru croitori, cusătorese, cizmari, tâmplari, dulgheri, fierari, lăcătuși, lăcătuși-mecanici, aurari, pictori de firme, precum și o brutărie. Printre deținuții lucrători mai erau și grădinari, zidari, precum și câțiva bucătari, brutari, dentiști și medici.
Lagărul II cuprindea două părți. Într-una era clădirea administrativă și o mică fermă în care se creșteau animale domestice și se cultivau legume și fructe pentru personal. Tot acolo era și un grajd pentru cai. În cealaltă parte era un teren în care erau luate obiectele care erau asupra deportaților nou sosiți, și se dezbrăcau cei destinați a fi omorâți. Tot aici se aflau barăci în care se sortau hainele și obiectele luate de la ei, precum și cele din bagajele lor. Lângă o fostă capelă preexistentă lagărului erau la început duși și împușcați deportații nou sosiți care nu se puteau deplasa. Mai târziu, aceștia, precum și cadavrele din trenuri erau duse pe calea ferată îngustă direct în lagărul III.
În lagărul III se găseau camere de gazare. La început au fost trei camere într-o clădire de lemn și o anexă unde era un motor de mare capacitate al cărui gaz de eșapament transmis prin conducte ucidea victimele. Mai târziu, clădirea de lemn a fost înlocuită cu una din cărămidă, cu opt camere, și a fost adus încă un motor. Tot aici se îngropau la început victimele în gropi comune și tot aici erau barăcile deținuților din Sonderkommando⁠(d), cei care efectuau toate muncile în lagărul III. Mai târziu, cadavrele erau arse în gropi săpate pentru aceasta tot în lagărul III.
Lagărul IV era în construcție la data revoltei, pe un teren încă împădurit. Destinația sa era curățarea și sortarea armamentului de infanterie și a cartușelor capturate pe front de la sovietici. Această activitate a și început înainte de terminarea lagărului IV.

## Deținuții
În lagăr erau aduși deportați evrei din Polonia (cei mai mulți), Germania, Austria, Țările de Jos, Belgia, Franța, Cehoslovacia, Lituania, Uniunea Sovietică.
La sosire erau selectați meseriașii și muncitorii calificați bărbați și femei fără copii. Mai erau selectați un număr de bărbați și tineri peste 14 ani apți de muncă fizică, astfel încât în lagăr să fie permanent circa 600 de deținuți folosiți la diversele munci, atâția câți erau necesari pentru întreținerea lagărului, servirea SS-iștilor și a gardienilor, extinderea lagărului. Toți ceilalți nou sosiți erau puși să se dezbrace complet, femeilor li se tundea părul, și erau omorâți în camerele de gazare. Gazul de eșapament folosit provoca o agonie de 20-30 de minute. Aproximativ din trei în trei săptămâni, cei care lucrau în lagărul III erau de asemenea uciși și înlocuiți cu alții. Nu se știe exact câte victime au fost. O primă estimare, cea din 1947 a unei comisii de investigare poloneze, a fost de 250.000, dar în anii 2000, cercetătorul olandez Jules Schelvis⁠(d) ajunge la concluzia că numărul lor a fost de circa 170.000.
Deținuții lăsați în viață la sosire făceau toate muncile în lagăr. Meșteșugarii și muncitorii calificați erau privilegiați față de ceilalți. Unii erau puși să lucreze și în folosul personal al SS-iștilor. De exemplu, pictorul Max van Dam⁠(d), din Olanda, era ținut pentru pictarea indicatoarelor din lagăr, dar era pus să picteze și tablouri pentru SS-iști. Aurarul Stanisław Szmajzner⁠(d) lucra în atelierul mecanic, dar făcea și bijuterii din aurul pe care îl luau unii SS-iști pentru ei de la deportați.
Majoritatea celor lăsați în viață făceau munci necalificate. Unii lucrau la preluarea deportaților sosiți. Le luau bagajele și le transportau la sortat, scoteau cadavrele celor decedați în timpul transportului și curățau vagoanele, neavând voie să lase nicio urmă. Aceștia aveau privilegiul de a-și procura alimente din bagaje când puteau evita atenția personalului, pentru că mâncarea primită în lagăr era cu mult sub necesitățile normale ale unui om.
Unele femei lăsate în viață reparau haine și lenjerie, tricotau, călcau sau spălau rufe. Altele lucrau împreună cu bărbați la sortarea lucrurilor luate de la deportați și împachetarea celor utilizabile pentru a fi trimise în Germania. Acești deținuți puteau mânca pe ascuns alimente din bagaje și, cu riscul vieții, unii furau și obiecte prețioase și bani, pe care le ascundeau, sau cu care puteau plăti gardienilor, ca să le aducă lucruri de afară.
Alți deținuți lucrau la bucătării, la brutărie, îngrijind grădinile de flori ale SS-iștilor sau la fermă, lucrând pământul sau îngrijind cai și alte animale domestice.
Erau și deținuți care făceau curățenie. Unii băieți lucrau la incinerator arzând lucrurile inutilizabile, gunoiul și fotografiile, scrisorile, documentele, cărțile luate de la deportați, alți băieți lustruiau cizmele și curățau uniformele SS-iștilor. Tot băieți erau folosiți la tunderea femeilor și adunarea părului în vedea trimiterii pentru prelucrare. 
Munca cea mai grea era făcută de echipa care lucra în viitorul lagăr IV, la tăiatul copacilor. Aceștia erau forțați să lucreze într-un asemenea ritm, încât numai cei puternici rezistau în condițiile de subnutriție în care trăiau, neputând procura alimente suplimentare dacă nu primeau de la alți deținuți. Cei care nu mai puteau să lucreze erau și ei uciși și înlocuiți cu deportați nou sosiți.
O categorie aparte a deținuților era a celor numiți Kapo⁠(d), care supravegheau mereu fiecare echipă de lucru, subordonați direct unui Kapo șef. Kapo erau cei mai privilegiați dintre deținuți și aveau putere asupra acestora, pe care unii o exercitau cu cruzime, aplicând pedepse cu bătaia la ordinul SS-iștilor sau din proprie inițiativă, alții fiind mai umani.
Programul de lucru era în general între orele 6 și 18, cu o pauză scurtă la mijlocul zilei pentru masă și apel. În principiu, duminica programul era redus la jumătate, dar ocupat cu curățenia, și deseori cu instrucție de front epuizantă, învățarea de cântece militărești germane etc..
Deținuții de aici aveau provizoriu o situație ceva mai bună decât în alte lagăre, de exemplu la Auschwitz. Purtau hainele pe care le aveau pe ei la sosire. Bărbații și femeile locuiau în barăci separate, dar în unele locuri lucrau împreună și, în afara programului de lucru, dacă erau lăsați în pace, puteau petrece timpul împreună până la stingere. Cântau și dansau pe muzica unui grup de muzicieni. De altfel, uneori aceștia erau puși să cânte și la sosirea de transporturi cu deportați. Unii au creat și relații de dragoste. Două cupluri formate în lagăr, care au evadat după revoltă, s-au căsătorit după război.
În afara momentelor de destindere, deținuții se zbăteau să supraviețuiască vicisitudinilor lagărului, în primul rând să procure mâncare. Sufereau din cauza sadismului SS-iștilor, gardienilor și al unor Kapo, fiind supuși la pedepse cu bătaia sau omorâți cu cele mai diverse motive și pretexte. Trăiau cu conștiința faptului că până la urmă vor fi omorâți cu toții. Unii se sinucideau.

## Revolta și evadarea
La Sobibor au mai fost evadări și încercări de evadare înainte de cea din octombrie 1943, urmate de uciderea majorității evadaților, dar câțiva au scăpat. În urma evadărilor au fost executați și alți deținuți, pentru a-i înfricoșa pe ceilalți și a preveni alte evadări.
În vara lui 1943, în urma unor fapte pe care le-au constatat, deținuții au devenit convinși că în curând toți vor fi uciși. De aceea, deținutul Leon Feldhendler⁠(d) a inițiat formarea unui comitet din câțiva evrei din Polonia, pentru a organiza o evadare, dar până spre sfârșitul lui septembrie nu au reușit să ajungă la o hotărâre despre cum ar trebui să procedeze. Atunci a fost adus în lagăr un grup de prizonieri de război sovietici evrei, printre care Aleksandr Pecerski, ofițer cu gradul echivalent celui de locotenent. Acesta și alți sovietici au fost cooptați în comitet și împreună au elaborat planul detaliat al unei revolte care să fie urmată de evadarea tuturor deținuților.
Planul a putut fi urmat numai în parte. La 14 octombrie, conspiratorii au început revolta omorând în secret zece SS-iști și s-au înarmat cu pistoalele lor. Când toți deținuții s-au adunat pentru apelul de după-masă, a fost anunțată intenția de evadare și marii majorități a deținuților, care nu știau de conspirație din cauza riscului divulgării ei. Pecerski a dat semnalul pornirii evadării și circa 300 din cei circa 500 de deținuți care erau atunci în lagăr au pornit în goană ca să iasă pe unde se putea. Atunci și-au dat seama SS-iștii rămași în viață și gardienii de ce se întâmpla și au încercat să-i oprească trăgând în ei. Conform concluziilor cercetării istoricului polonez Marek Bem, 41 de deținuți care au încercat să evadeze au murit împușcați sau călcând pe mine din câmpurile de mine care înconjurau lagărul. Totodată, până la urmă au fost uciși doisprezece SS-iști, un subofițer al gardienilor și un gardian, iar un SS-ist a fost grav rănit.
Ca rezultat al urmăririi evadaților de către naziști, 186 au fost uciși și nu se știe care fost soarta a 32 dintre ei, dar au scăpat și au supraviețuit războiului 57.

## După revoltă
Toți cei 184 de deținuții care au rămas în lagăr pentru că nu au vrut sau nu au mai putut să evadeze, au fost uciși, unii imediat după evadare, ceilalți a doua zi.
La scurt timp după evadare au fost aduși la Sobibor deținuți din lagărul de exterminare Treblinka, pentru a lucra la lichidarea lagărului. S-a recuperat tot ce se putea din lagăr și s-a trimis în alte părți, apoi a fost distrus aproape tot restul, ca să nu rămână urme ale genocidului comis acolo. Au fost lăsate numai clădirile care existau dinainte de război și barăcile gardienilor. Au fost plantați și arbori pe locul clădirilor distruse. După aceea au fost uciși și deținuții aduși de la Treblinka. Lichidarea lagărului a fost terminată pe la mijlocul lui decembrie 1943.
Barăcile rămase au fost locuite după aceea de polonezi aduși la muncă forțată pentru construirea unor lucrări de apărare pe malul râului Bug din apropiere. La topirea zăpezii în primăvara lui 1944, unul din muncitori a găsit o monedă de aur, după care mulți au început să sape pe teritoriul lagărului, căutând pe ascuns și găsind ceasuri de aur, monede de aur și argint din diverse țări, verighete, inele, cercei. Când gardienii i-au descoperit și le-au interzis să mai caute, au făcut ei același lucru.
În iulie 1944 a ajuns acolo Armata Roșie și terenul a fost administrat de statul polonez. În stația de cale ferată se adunau și așteptau civili ucrainieni ca să fie duși, unii în Ucraina, alții în vestul Poloniei. Aceștia au distrus treptat barăcile rămase pentru lemne de foc. Ce a mai rămas a fost luat de localnici, care au săpat și ei, căutând obiecte prețioase.

## După război

### Procese ale criminalilor
Datorită relatărilor unor supraviețuitori, după război au început investigații care au dus la pedepsirea unor SS-iști și gardieni de la Sobibor.
Primul proces a avut loc în 1950, cel al lui Erich Bauer⁠(d), arestat după ce a fost văzut de doi supraviețuitori la Berlin. Cei mai mulți SS-iști de la Sobibor, doisprezece, au fost judecați în procesul de la Hagen din anii 1965-1966.
Unii SS-iști au fost achitați, alții condamnați la moarte, la închisoare pe viață ori la mai mulți sau mai puțini ani de închisoare. Niciunul nu a fost executat, condamnările la moarte fiind comutate. Altora li s-a redus pedeapsa cu închisoarea. Unii s-au sinucis în arest, alții au murit în închisoare, iarăși alții au fost eliberați după un timp din închisoare și au murit liberi.
În Uniunea Sovietică, în procese ținute la Kiev și la Krasnodar, în anii 1962-1965, au fost condamnați 17 foști gardieni, unul la închisoare și 16 la moarte, fiind executați.
Alți foști gardieni au emigrat în Statele Unite ale Americii și în Canada. În 1979 au fost începute investigații și mulți au fost identificați ca atare, dar, din lipsă de probe, au fost sancționați doar cu retragerea cetățeniei, din cauză că au mințit în cererile lor de imigrare.
Ultimul proces legat de Sobibor a avut loc la München, în 2009-2011, cel al fostului gardian John Demjanjuk⁠(d), după alte procese ale acestuia începute în anii 1970. A fost expulzat din SUA, a fost condamnat la moarte în Israel, însă i s-a comutat pedeapsa la închisoare. A fost eliberat după șapte ani, s-a întors în SUA, i s-a retras din nou cetățenia și a fost extrădat în Germania. În final a fost condamnat la cinci ani închisoare, dar eliberat din cauza vârstei foarte înaintate.

## Amintirea lagărului și a revoltei

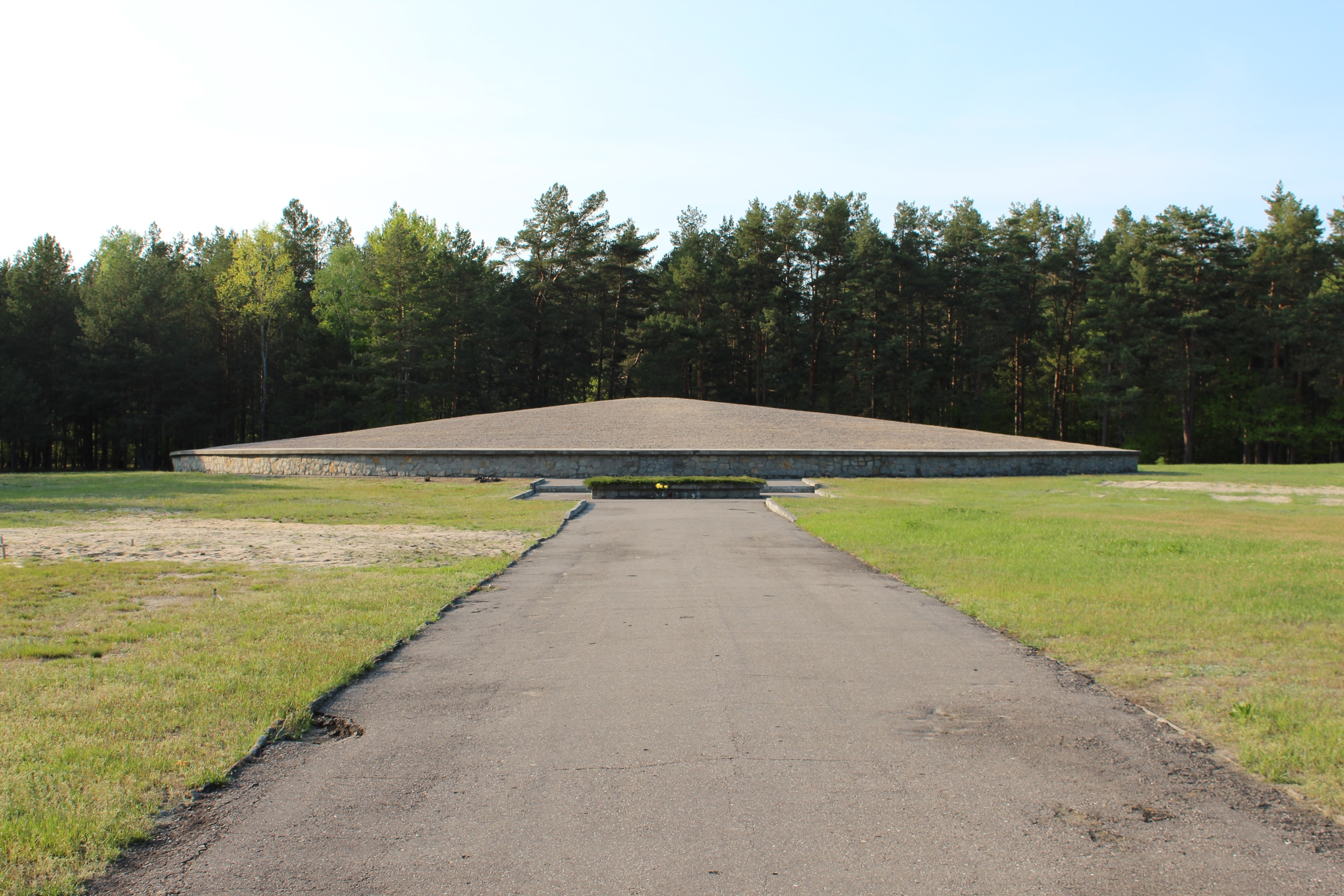
Movila memoriei

Timp de vreo 20 de ani, nimic nu a mai amintit despre ce a fost pe terenul unde fusese lagărul. Interesul pentru el a fost redus până în anii 1960, când au avut loc procese ale SS-iștilor de la Sobibor și unii supraviețuitori au depus mărturii împotriva lor. În acea perioadă au început și comemorările. A fost pusă o placă comemorativă, apoi s-a ridicat pe locul lagărului III o statuie, un monument simbolizând o cameră de gazare și o movilă de spărturi de granit simbolizând o grămadă de cenușă. Apoi, istoricii polonezi s-au dezinteresat treptat de holocaust în contextul campaniei antisemite din 1968, dar a crescut interesul pentru Sobibor în Occident.

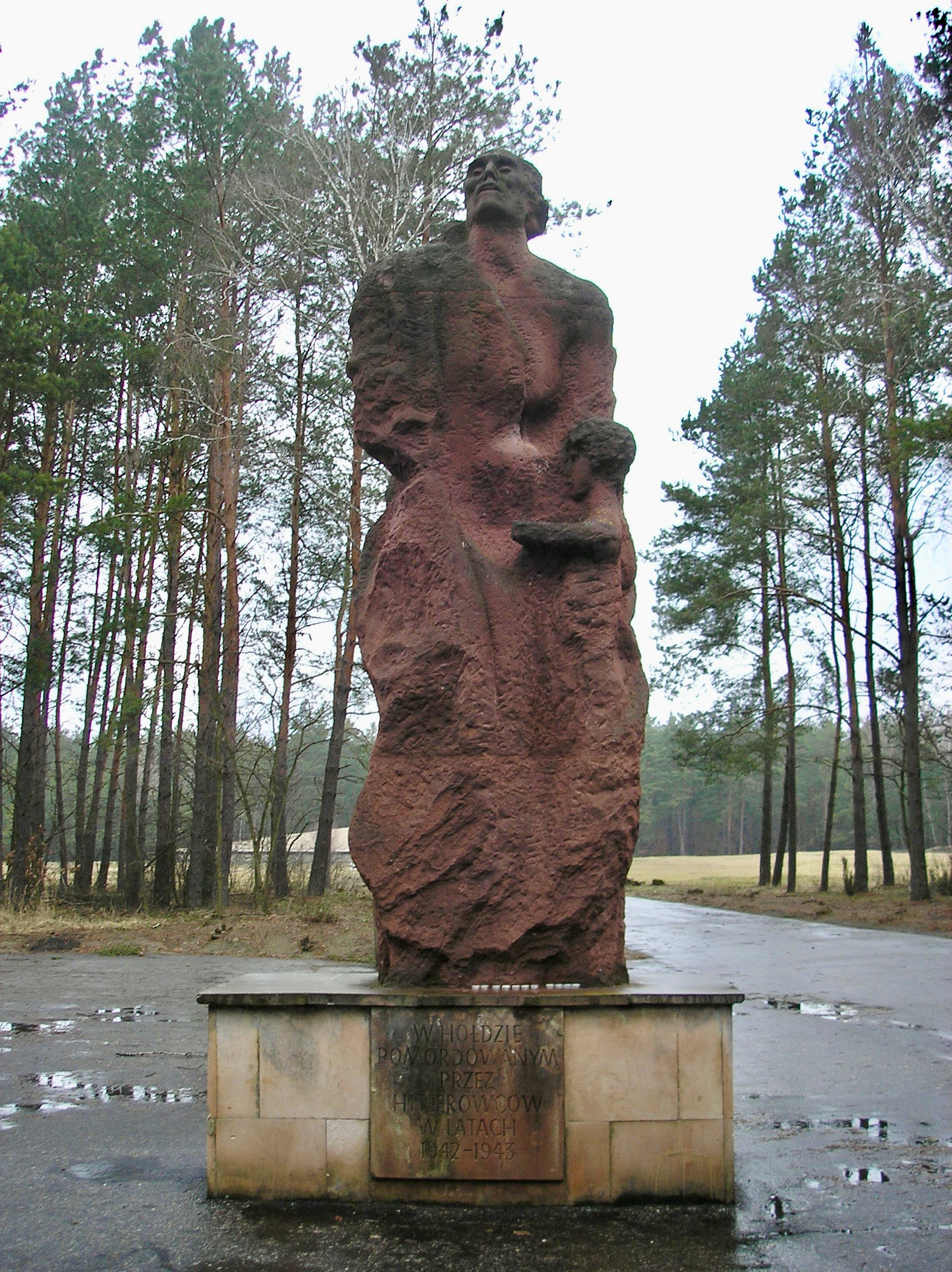
Statuia unei mame cu copilul ei, de, de lângă locul camerelor de gazare

În 1993, înainte de a 50-a aniversare a revoltei, terenul lagărului a fost preluat de muzeul din orașul Włodawa din apropiere și au început proiecte științifice despre lagăr, printre care cercetări arheologice și geofizice. În 2012 a fost lansat un proiect arhitectural internațional de creare pe locul lagărului a Muzeului și Memorialului Sobibor. Acesta a fost inaugurat în octombrie 2020.

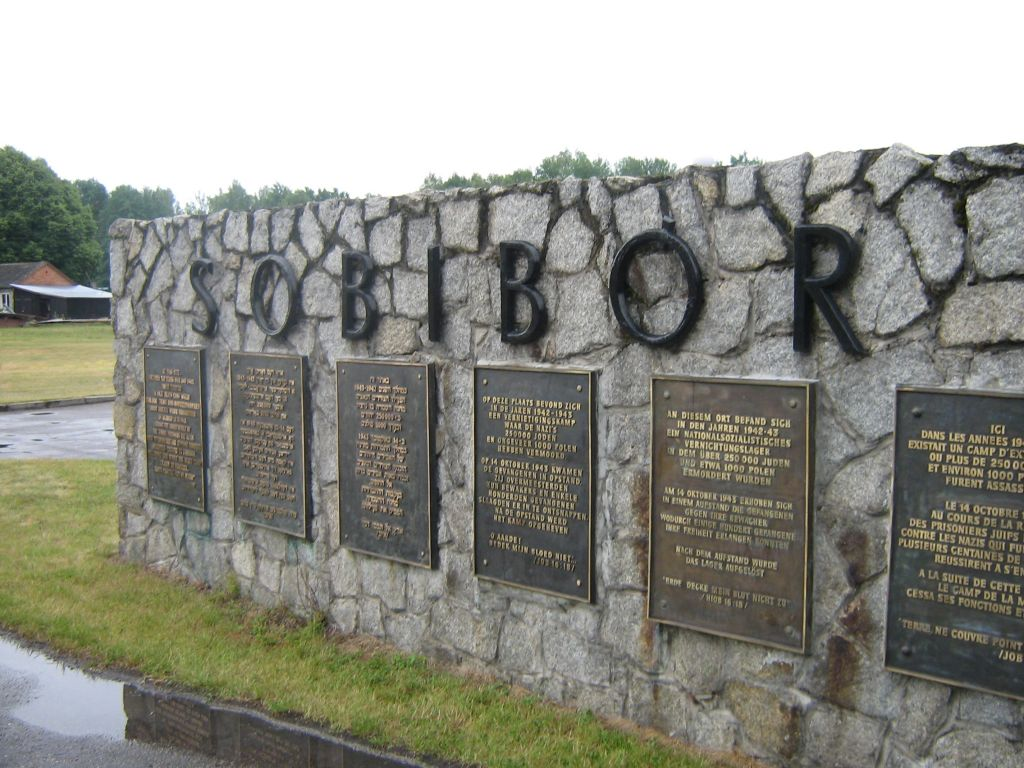
Plăci comemorative pe terenul lagărului

### Cărți ale supraviețuitorilor
Câțiva supraviețuitori au scris cărți relatând prin ce au trecut. Prima a fost cea a lui Alexandr Pecerski, apărută în 1945, în limba rusă. Aceasta a fost tradusă în limba idiș în 1946. Aceste cărți nu au avut un ecou însemnat.
Stanisław (Shlomo) Szmajzner, emigrat în Brazilia, și-a publicat amintirile în limba portugheză, în 1968.
Dov Freiberg⁠(d) și-a scris cartea în 1988, în limba ebraică, tradusă în 2007 în engleză.
Un supraviețuitor care a făcut și cercetări ca amator despre lagăr și revoltă a fost Thomas Blatt⁠(d), publicându-și cartea în 1996.
În anii 2000 și-au mai scris amintirile Kurt Ticho, Kalmen Wewryk și Philip Bialowitz.

### Filme
Începând din anii 1980, un public mai larg a putut cunoaște informații despre lagărul Sobibor și revoltă prin filme:
- 1985 – filmul documentar Shoah (Holocaust), de jurnalistul, scriitorul și cineastul francez Claude Lanzmann, cu o parte consacrată lagărului de la Sobibor[99];
- 1987 – filmul artistic de televiziune britanic Evadare din Sobibor, regizat de Jack Gold, pe baza cărții ample de non fiction a jurnalistului și scriitorului american Richard Rashke⁠(d), apărută în 1982 (vezi Bibliografie) și contribuția la scenariu a participanților la evenimente Thomas (Toivi) Blatt și Stanisław (Shlomo) Szmajzner[100];
- 1990 – filmul documentar olandezo-sovietic Revolt in Sobibor[101];
- 2001 – filmul documentar Sobibór, 14 octobre 1943, 16 heures de Claude Lanzmann – amplu interviu cu participantul la revoltă Yehuda Lerner⁠(d)[102];
- 2010 – filmul documentar Sobibor: The Plan, the Revolt, the Escape (Sobibor. Planul, revolta, evadarea)[103];
- 2010 – filmul documentar de televiziune rusesc Аrifmetika svobodî (Aritmetica libertății)[104];
- 2013 – filmul documentar de televiziune rusesc Sobibor. Nepokorionnîe (Sobibor. Neînfrânții)[105];
- 2018 – filmul artistic rusesc Sobibor, de Konstantin Habenski[106];
- 2024 – filmul documentar de televiziune german Sobibor – Anatomie eines Vernichtungslagers (Sobibor – anatomia unui lagăr de exterminare)[107].

## Legăruri externe
- nl  Nooit Voltooid Verleden Sporen van de Holocaust in Sobibor opgegraven – esmateriaal (Urme neșterse ale Holocaustului descoperite la Sobibor – material didactic), nooitvoltooidverleden.nl (accesat la 18 septembrie 2024)
- en  Sobiborinterviews.nl – survivors of an extermination camp (Sobiborinterviews.nl – supraviețuitori ai unui lagăr de exterminare) (accesat la 18 septembrie 2024)
- en  Open Studio Producties – Revolt in Sobibor – trailerele unui film documentar cu protagoniști ai revoltei (accesat la 18 septembrie 2024)